# Ezhupunna
Ezhupunna es una ciudad censal situada en el distrito de Alappuzha en el estado de Kerala (India). Su población es de 27528 habitantes (2011). Se encuentra a 39 km de Alappuzha.

## Demografía
Según el censo de 2011 la población de Ezhupunna era de 27528 habitantes, de los cuales 13478 eran hombres y 14050 eran mujeres. Cheppad tiene una tasa media de alfabetización del 93,95%, inferior a la media estatal del 94%: la alfabetización masculina es del 96,91%, y la alfabetización femenina del 91,14%.